# Bernardo Silva
Bernardo Mota Veiga de Carvalho e Silva (Lisboa, 10 de agosto de 1994), conocido como Bernardo Silva, es un futbolista portugués que juega como centrocampista en el Manchester City F. C. de la Premier League de Inglaterra.

## Trayectoria

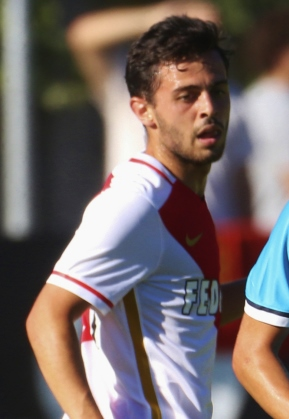
Bernardo Silva em Mônaco

### Sport Lisboa e Benfica
Silva es producto de las inferiores del Benfica, durante la temporada 2013-2014 jugó 38 partidos con el equipo B, en los cuales anotó 7 goles. Además jugó tres partidos en el primer equipo, encuentros que le valieron para ganar sus primeros títulos. Una Primeira Liga, una Copa de Portugal y la Copa de la Liga.

### A. S. Mónaco
En verano de 2014 Silva emigró a la Ligue 1 cedido al A. S. Mónaco como uno de los pioneros del nuevo proyecto del club, basado en fichar y desarrollar jugadores jóvenes.
Disputó la temporada 2014-15, en la cual jugó 32 partidos en la Ligue 1, anotó nueve goles y brindó tres asistencias. Además jugó tres partidos en la Copa de la Liga, y otros tres en la Copa de Francia, en los que anotó un gol. A nivel internacional estuvo presente en la Liga de Campeones en siete oportunidades, llegaron hasta los cuartos de final.
Sus actuaciones convencieron a la directiva del equipo para fichar al jugador de manera definitiva en el mercado de enero a cambio de 15,7 millones de euros.
A fines de enero de 2016, trascendió una publicación en la que figuraba que el Valencia C. F., era el dueño de sus derechos, pero fue un error tipográfico en un informe anual del Mónaco, en el contrato que firmó el jugador no existieron errores.
Su primer gol en la temporada 2016-17 lo anotó el 12 de agosto en el empate a dos goles frente al Guingamp en la Liga, y cinco días después marcó su primer gol en la Liga de Campeones 2016-17 el 17 de agosto en el 1-2 en casa del Villarreal C. F. en la pre-champions. Volvió a marcar en Liga de Campeones el 14 de septiembre en la victoria 2 a 1 en casa del Tottenham Hotspur por la fase de grupos.
El 15 de enero marcó un doblete en la victoria a domicilio 3 a 1 sobre el Olympique Marsella, y el 21 de enero hizo el gol del empate a uno como visitantes en el clásico frente al Paris Saint-Germain.

### Manchester City F. C.
El 26 de mayo de 2017 se concretó su traspaso al Manchester City de la Premier League de Inglaterra por un monto cercano a los 50 millones de euros más unos 30 millones en variables por cinco temporadas hasta 2022. Contrato que alargó en marzo de 2019 hasta 2025.

## Selección nacional
Formó parte de la sub-21 de Portugal en donde anotó seis tantos en 14 partidos. Estuvo en el plantel que terminó subcampeón europeo de la categoría en 2015. Fue incluido en el equipo ideal del torneo.
Su debut con el selección absoluta se dio el 31 de marzo de 2015 en un partido amistoso ante Cabo Verde.
El 1 de septiembre de 2016 anotó su primer gol con la selección absoluta, fue en un amistoso contra Gibraltar, equipo al que derrotaron 5 a 0.
El 17 de mayo de 2018 el seleccionador Fernando Santos lo incluyó en la lista de 23 para el Mundial.

### Participaciones en Copas del Mundo
| Mundial           | Sede  | Resultado        | Partidos | Goles |
| ----------------- | ----- | ---------------- | -------- | ----- |
| Copa Mundial 2018 | Rusia | Octavos de final | 4        | 0     |
| Copa Mundial 2022 | Catar | Cuartos de final | 5        | 0     |

### Participaciones en Eurocopas
| Copa          | Sede     | Resultado        | Partidos | Goles |
| ------------- | -------- | ---------------- | -------- | ----- |
| Eurocopa 2020 | Europa   | Octavos de final | 4        | 0     |
| Eurocopa 2024 | Alemania | Cuartos de final | 4        | 1     |

## Estadísticas

### Clubes
Actualizado al último partido disputado el 16 de agosto de 2025.
| Club                             | Div.          | Temporada     | Liga  | Liga  | Liga   | Copas nacionales | Copas nacionales | Copas nacionales | Copas internacionales | Copas internacionales | Copas internacionales | Total | Total | Total  |
| Club                             | Div.          | Temporada     | Part. | Goles | Asist. | Part.            | Goles            | Asist.           | Part.                 | Goles                 | Asist.                | Part. | Goles | Asist. |
| -------------------------------- | ------------- | ------------- | ----- | ----- | ------ | ---------------- | ---------------- | ---------------- | --------------------- | --------------------- | --------------------- | ----- | ----- | ------ |
| S. L. Benfica "B" Portugal       | 2.ª           | 2013-14       | 38    | 7     | 6      | —                | —                | —                | —                     | —                     | —                     | 38    | 7     | 6      |
| S. L. Benfica "B" Portugal       | Total club    | Total club    | 38    | 7     | 6      | 0                | 0                | 0                | 0                     | 0                     | 0                     | 38    | 7     | 6      |
| S. L. Benfica Portugal           | 1.ª           | 2013-14       | 1     | 0     | 0      | 2                | 0                | 0                | 0                     | 0                     | 0                     | 3     | 0     | 0      |
| S. L. Benfica Portugal           | Total club    | Total club    | 1     | 0     | 0      | 2                | 0                | 0                | 0                     | 0                     | 0                     | 3     | 0     | 0      |
| A. S. Mónaco F. C. Francia       | 1.ª           | 2014-15       | 32    | 9     | 3      | 6                | 1                | 0                | 7                     | 0                     | 1                     | 45    | 10    | 4      |
| A. S. Mónaco F. C. Francia       | 1.ª           | 2015-16       | 32    | 7     | 1      | 4                | 0                | 1                | 8                     | 0                     | 0                     | 44    | 7     | 2      |
| A. S. Mónaco F. C. Francia       | 1.ª           | 2016-17       | 37    | 8     | 9      | 6                | 0                | 0                | 15                    | 3                     | 1                     | 58    | 11    | 10     |
| A. S. Mónaco F. C. Francia       | Total club    | Total club    | 101   | 24    | 13     | 16               | 1                | 1                | 30                    | 3                     | 2                     | 147   | 28    | 16     |
| Manchester City F. C. Inglaterra | 1.ª           | 2017-18       | 35    | 6     | 4      | 9                | 2                | 4                | 9                     | 1                     | 2                     | 53    | 9     | 10     |
| Manchester City F. C. Inglaterra | 1.ª           | 2018-19       | 36    | 7     | 7      | 7                | 2                | 5                | 8                     | 4                     | 1                     | 51    | 13    | 13     |
| Manchester City F. C. Inglaterra | 1.ª           | 2019-20       | 34    | 6     | 7      | 11               | 2                | 2                | 7                     | 0                     | 1                     | 52    | 8     | 10     |
| Manchester City F. C. Inglaterra | 1.ª           | 2020-21       | 26    | 2     | 6      | 6                | 2                | 1                | 13                    | 1                     | 2                     | 45    | 5     | 9      |
| Manchester City F. C. Inglaterra | 1.ª           | 2021-22       | 35    | 8     | 4      | 4                | 2                | 0                | 11                    | 3                     | 3                     | 50    | 13    | 7      |
| Manchester City F. C. Inglaterra | 1.ª           | 2022-23       | 34    | 4     | 5      | 8                | 0                | 0                | 13                    | 3                     | 1                     | 55    | 7     | 6      |
| Manchester City F. C. Inglaterra | 1.ª           | 2023-24       | 33    | 6     | 9      | 6                | 3                | 1                | 10                    | 3                     | 0                     | 49    | 12    | 10     |
| Manchester City F. C. Inglaterra | 1.ª           | 2024-25       | 33    | 4     | 4      | 7                | 1                | 0                | 12                    | 1                     | 1                     | 52    | 6     | 5      |
| Manchester City F. C. Inglaterra | 1.ª           | 2025-26       | 1     | 0     | 0      | 0                | 0                | 0                | 0                     | 0                     | 0                     | 1     | 0     | 0      |
| Manchester City F. C. Inglaterra | Total club    | Total club    | 267   | 43    | 46     | 58               | 14               | 13               | 83                    | 16                    | 11                    | 408   | 73    | 70     |
| Total carrera                    | Total carrera | Total carrera | 407   | 74    | 65     | 76               | 15               | 14               | 113                   | 19                    | 13                    | 596   | 108   | 92     |

## Estilo de juego
Considerado uno de los mejores centrocampistas del mundo, Silva es conocido por su creatividad, regate, resistencia, versatilidad y ritmo de trabajo. Pep Guardiola ha descrito a Silva como «uno de los mejores jugadores que he visto en mi vida».
Silva es un mediapunta zurdo diminuto, elegante y creativo, de constitución esbelta, capaz de jugar en varias posiciones de ataque y mediocampo. A lo largo de su carrera, ha desempeñado una variedad de roles, incluso como extremo en cualquier flanco (aunque prefiere el lado derecho del campo), como mediocampista central, como creador de juego profundo, como mediocampista ofensivo, o incluso como segundo delantero; también ha sido desplegado en un rol de falso 9, o incluso como lateral en ocasiones. Es conocido principalmente por su técnica, aceleración, agilidad, pases, control del balón, visión, creatividad y habilidades de regate, así como por su energía y ritmo de trabajo defensivo, lo que le permite cubrir terreno, presionar a los oponentes e iniciar ataques después. recuperar la posesión. Aunque es conocido por su capacidad para llevar el balón hacia adelante, correr hacia las defensas y retener la posesión, también es conocido por ser un jugador de equipo inteligente, con una fuerte personalidad, que prefiere participar en la preparación de jugadas ofensivas. que realizar carreras de regate individuales. A pesar de ser principalmente un centrocampista creativo, también es capaz de marcar goles él mismo.

## Palmarés

### Títulos nacionales
| Título                      | Club                  | País       | Año  |
| --------------------------- | --------------------- | ---------- | ---- |
| Primeira Liga               | S. L. Benfica         | Portugal   | 2014 |
| Copa de Portugal            | S. L. Benfica         | Portugal   | 2014 |
| Copa de la Liga de Portugal | S. L. Benfica         | Portugal   | 2014 |
| Ligue 1                     | A. S. Mónaco F. C.    | Francia    | 2017 |
| Copa de la Liga             | Manchester City F. C. | Inglaterra | 2018 |
| Premier League              | Manchester City F. C. | Inglaterra | 2018 |
| Community Shield            | Manchester City F. C. | Inglaterra | 2018 |
| Copa de la Liga             | Manchester City F. C. | Inglaterra | 2019 |
| Premier League              | Manchester City F. C. | Inglaterra | 2019 |
| FA Cup                      | Manchester City F. C. | Inglaterra | 2019 |
| Community Shield            | Manchester City F. C. | Inglaterra | 2019 |
| Copa de la Liga             | Manchester City F. C. | Inglaterra | 2020 |
| Copa de la Liga             | Manchester City F. C. | Inglaterra | 2021 |
| Premier League              | Manchester City F. C. | Inglaterra | 2021 |
| Premier League              | Manchester City F. C. | Inglaterra | 2022 |
| Premier League              | Manchester City F. C. | Inglaterra | 2023 |
| FA Cup                      | Manchester City F. C. | Inglaterra | 2023 |
| Premier League              | Manchester City F. C. | Inglaterra | 2024 |
| Community Shield            | Manchester City F. C. | Inglaterra | 2024 |

### Títulos internacionales
| Título                       | Club (*)              | País           | Año  |
| ---------------------------- | --------------------- | -------------- | ---- |
| Liga de Naciones de la UEFA  | Selección de Portugal | Portugal       | 2019 |
| Liga de Campeones de la UEFA | Manchester City F. C. | Turquía        | 2023 |
| Supercopa de Europa          | Manchester City F. C. | El Pireo       | 2023 |
| Copa Mundial de Clubes       | Manchester City F. C. | Arabia Saudita | 2023 |
| Liga de Naciones de la UEFA  | Selección de Portugal | Alemania       | 2025 |

(*) Incluyendo la selección.

### Distinciones individuales
| Distinción                                                      | Año  |
| --------------------------------------------------------------- | ---- |
| PFA Team of the Year[cita requerida]                            | 2019 |
| Mejor jugador de la Liga de Naciones de la UEFA[cita requerida] | 2019 |
| Parte de los 100 mejores jugadores del mundo según The Guardian | 2022 |
| Jugador del partido vs Turquía - Eurocopa[cita requerida]       | 2024 |